# Isorno (Ticino)
Isorno és un municipi del cantó de Ticino (Suïssa), situat al districte de Locarno.